# Assistente (polizia italiana)
L'assistente è una qualifica riferibile ad alcuni appartenenti alle forze di polizia italiane. Fino al 1981 la qualifica di assistente era conosciuta come appuntato di pubblica sicurezza. 

## Caratteristiche
È la terza qualifica del ruolo assistenti ed agenti della Polizia di Stato, del Corpo di Polizia Penitenziaria e, fino al 31 dicembre 2016, del Corpo Forestale dello Stato. Tale qualifica è inferiore all'assistente capo e superiore all'agente scelto. L'assistente riveste la qualifica di agente di polizia giudiziaria e di agente di pubblica sicurezza. 
Il distintivo di grado dell'assistente consiste in due galloncini rossi a V di 135° sovrapposti. Ciascun galloncino a "V" è comunemente chiamato "baffo" o "baffetto".

## Gradi

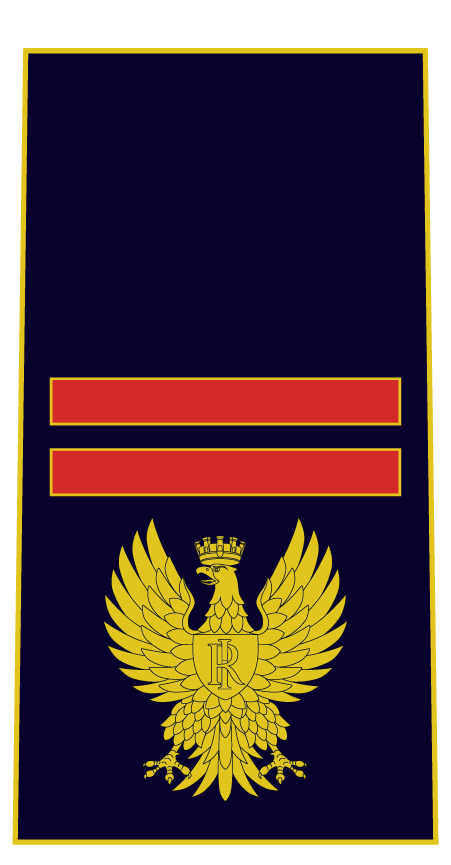
Distintivo di qualifica per controspallina di assistente della Polizia di Stato
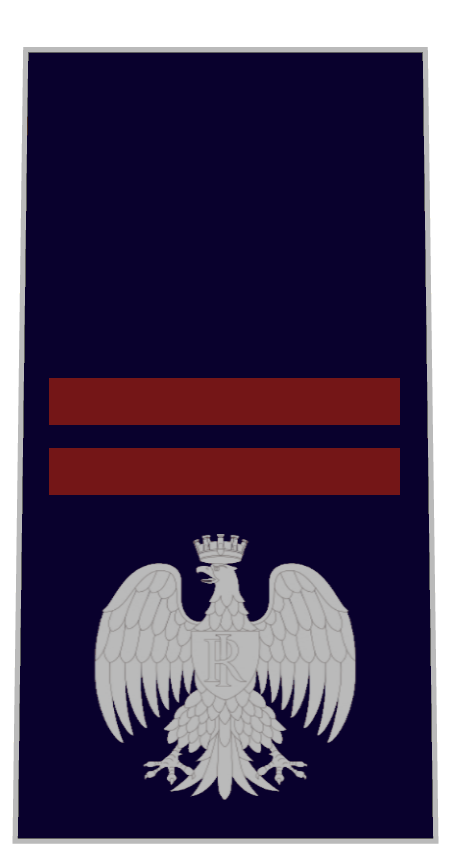
Distintivo di qualifica per controspallina di assistente della Polizia Penitenziaria
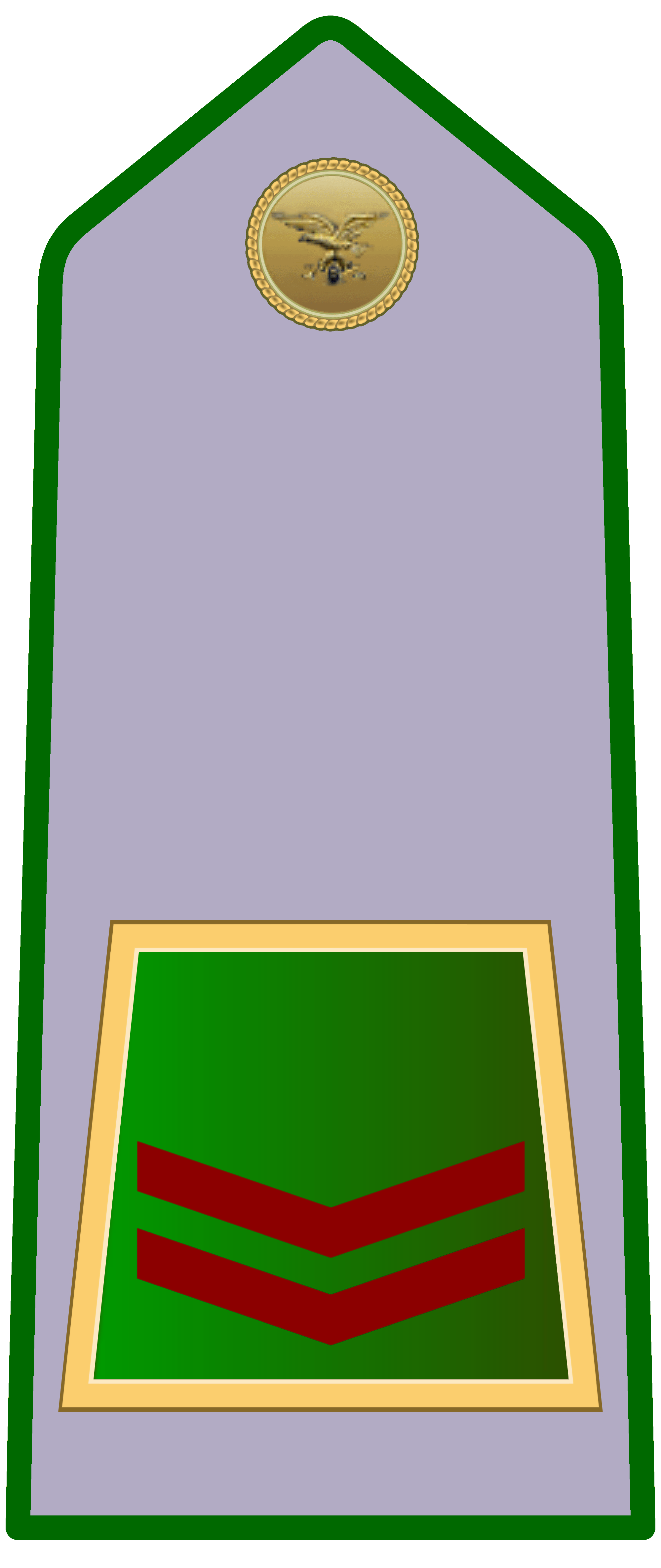
Distintivo di qualifica per controspallina di assistente del Corpo Forestale dello Stato

## Comparazione con i gradi delle forze armate italiane

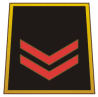
L'insegna per spallina di assistente della Polizia di Stato
Distintivo di grado per controspallina di caporale maggiore capo dell'Esercito Italiano
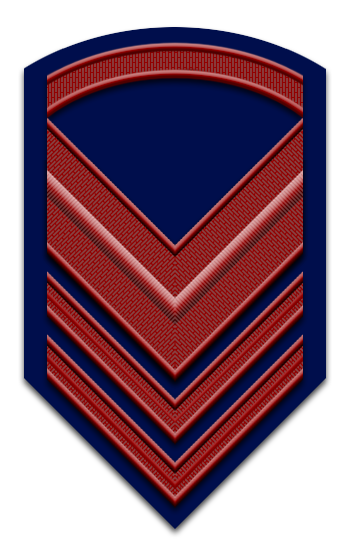
Distintivo da braccio di primo aviere capo dell'Aeronautica Militare
Distintivo di grado di sottocapo di prima classe della Marina Militare
Il distintivo per spallina di appuntato dell'Arma dei Carabinieri

## Comparazione con i gradi dei corpi ad ordinamento militare

Distintivo di grado per controspallina di appuntato della Guardia di Finanza